# Scrophularia eriocalyx
Scrophularia eriocalyx är en flenörtsväxtart som beskrevs av Emberger och Maire. Scrophularia eriocalyx ingår i släktet flenörter, och familjen flenörtsväxter. Inga underarter finns listade i Catalogue of Life.